# Madhuca prolixa
Madhuca prolixa är en tvåhjärtbladig växtart som först beskrevs av Jean Baptiste Louis Pierre och Marcel Marie Maurice Dubard, och fick sitt nu gällande namn av Yii och P.Chai. Madhuca prolixa ingår i släktet Madhuca och familjen Sapotaceae. Inga underarter finns listade i Catalogue of Life.